# Escruixidor
L'escruixidor (Adenocarpus telonensis), és una espècie de planta amb flors dins la família de les fabàcies.

## Descripció
Arbust o mata perennifoli de fins a 1,5 m d'alt, molt ramificat més o menys erecte. El tronc i les branques més velles tenen l'escorça bruna-grisenca, que es desprèn en tires longitudinals. Els branquillons joves densament pilosos, després es tornen glabrescents. Fulles trifoliades amb els folíols subiguals, petits (2,5-9 x 1,5-5 mm), oboval-el·lipsoides, obtusos, atenuats a la base, subsèssils, amb el marge una mica involut, glabres i verds per les dues cares. Inflorescència en raïms molt curts, umbel·liforme, com en capítol terminal (2-5 flors), pedicels pilosos. Calze amb tub campanular de 2-2,5 mm, bilabiat molt pilós, no glandulós; llavi superior dividit en dos lacinis ovolanceolats, acuminats; llavi inferior un poc més llarg, dividit fins a la meitat en 3 dents subulades, amb la dent central més curta que les laterals. Corol·la papilonàcia, groga, amb l'estendard pubescent sedós per l'anvers, ales més curtes, glabres i quilla gairebé tan llarga com l'estendard. El fruit és un llegum linear oblong de 2,5-3,5 x 0,35-0,445 mm, amb pèls i tubercles glandulosos marró fosc, dehiscent, amb 2-6 llavors ovoides, comprimides, marró fosc i llises.

## Distribució i hàbitat
Per la conca del Mediterrani occidental, incloent els Països Catalans (només en algunes localitats de Catalunya). Viu en boscos i matolls de la muntanya mitjana i baixa, a la brolla de brucs i estepes, en sòls silicis i en ambients humits. Floreix a la primavera (a Catalunya de maig a juliol).

### Sinònims
- Adenocarpus grandiflorus, Boiss
- Cytisus telonensis, Loisel.[5]

### Estat de conservació
Està estrictament protegit per la llei a Catalunya (on es troba només a Les Alberes i les Gavarres), a les Gavarres i Roques Blanques.